# Flávio Elias Cordeiro
Flávio Elias Cordeiro (* 23. April 1975 in Brasília) ist ein ehemaliger brasilianischer Fußballspieler.

## Karriere
Flávio begann seine Karriere 1996 beim Erstligisten Paraná Clube. 1998 wechselte er zum Zweitligisten Londrina EC. Von 1999 bis 2001 war er bei Clube Malutrom unter Vertrag. 2002 wechselte er zum portugiesischen Erstligisten Moreirense FC. 2003 wechselte er zum katarischen Zweitligisten al-Kharitiyath SC. 2004 feierte er mit dem Verein die Zweitligameisterschaft und den Aufstieg in die erste Liga. 2005 kehrte er nach Brasilien zurück. Von 2005 bis 2006 war er außerdem noch bei den Vereinen J. Malucelli Futebol, SER Caxias do Sul und CA Hermann Aichinger unter Vertrag. Im Sommer 2006 wechselte er zum japanischen Zweitligisten Shonan Bellmare. Danach spielte er beim brasilianischen Toledo EC und Legião FC.